# أليكس روس (لاعب كريكت)
أليكس روس (بالإنجليزية: Alex Ross)‏ (17 أبريل 1992 بملبورن في أستراليا - ) هو لاعب كريكت أسترالي. لعب مع Brisbane Heat ‏ وفريق جنوب أستراليا للكريكت ‏ وAdelaide Strikers ‏.

## وصلات خارجية
- أليكس روس على موقع إي آس بي آن كريك إنفو (الإنجليزية)